# John Esposito
 (mai 2016).
Si vous disposez d'ouvrages ou d'articles de référence ou si vous connaissez des sites web de qualité traitant du thème abordé ici, merci de compléter l'article en donnant les références utiles à sa vérifiabilité et en les liant à la section « Notes et références ».
Pour les articles homonymes, voir Esposito.
John Louis Esposito né le 19 mai 1940 est un professeur américain d'affaires internationales et d'études islamiques à l'université de Georgetown, dans Washington, D.C. Il est aussi le directeur du Prince Alwaleed Center for Muslim–Christian Understanding à Georgetown.

## Liens
- Ressource relative à la vie publique :   - C-SPAN
- Ressource relative à la musique :   - MusicBrainz
- Notices d'autorité :   - VIAF
  - ISNI
  - BnF (données)
  - IdRef
  - LCCN
  - GND
  - Japon
  - CiNii
  - Espagne
  - Belgique
  - Pays-Bas
  - Pologne
  - Israël
  - NUKAT
  - Tchéquie
  - Lettonie
  - Corée du Sud
  - WorldCat